# 约讷河畔库尔图瓦
約訥河畔库尔图瓦（法語：Courtois-sur-Yonne，法語發音：[kuʁtwa syʁ jɔn]）是法国勃艮第-弗朗什-孔泰大区约讷省的一个市镇，属于桑斯区。

## 地理
约讷河畔库尔图瓦（48°13'34"N, 3°15'19"E）面积4.29 平方千米，位于法国勃艮第-弗朗什-孔泰大區约讷省，该省份为法国中北部内陆省份，西接卢瓦雷省，西北接塞纳-马恩省，南至涅夫勒省，东临科多尔省，东北与奥布省接壤。
与约讷河畔库尔图瓦接壤的市镇（或旧市镇、城区）包括：维勒纳沃特、纳伊、圣但尼莱桑斯、圣马丹迪泰特尔。
约讷河畔库尔图瓦的时区为UTC+01:00、UTC+02:00（夏令时）。

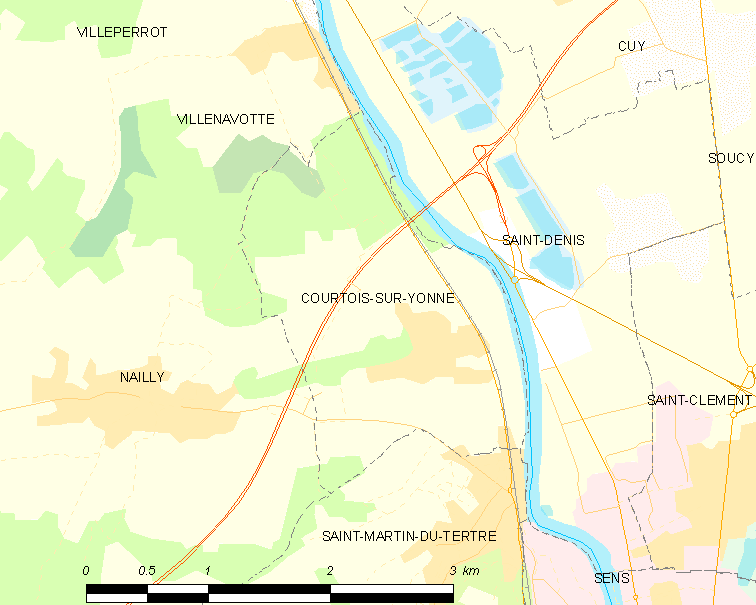
约讷河畔库尔图瓦的OSM定位图

## 行政
约讷河畔库尔图瓦的邮政编码为89100，INSEE市镇编码为89127。

## 政治
约讷河畔库尔图瓦所属的省级选区为约讷河桥村县。

## 人口

1962-2008年间约讷河畔库尔图瓦人口变化图示

约讷河畔库尔图瓦于2022年1月1日时的人口数量为783人。